# Sojuz TM-10
Sojuz TM-10 je označení sovětské kosmické lodi, ve které odstartovala mise k sovětské kosmické stanici Mir. Byla to 10. expedice k Miru.

## Posádka

### Startovali
- Gennadij Manakov (1)
- Gennadij Strekalov (4)

### Přistáli
- Gennadij Manakov (1)
- Gennadij Strekalov (4)
- Tojohiro Akijama (1)

V závorkách je uveden dosavadní počet letů do vesmíru včetně této mise.